# Hyllus lugubrellus
Hyllus lugubrellus là một loài nhện trong họ Salticidae.
Loài này thuộc chi Hyllus. Hyllus lugubrellus được Embrik Strand miêu tả năm 1908.